# آزمون کوشی
آزمون کوشی آزمونی برای تشخیص واگرایی یا همگرایی سری است.
در سری {\displaystyle \sum U_{n}} هرگاه {\displaystyle \lim _{n\to \infty }{\sqrt[{n}]{{\big |}U_{n}{\big |}}}=L}، آنگاه:
- اگر {\displaystyle L>1} سری {\displaystyle \sum U_{n}} واگراست.
- اگر {\displaystyle L<1} سری {\displaystyle \sum U_{n}} همگراست.
  - در ازای {\displaystyle L=1} در مورد همگرایی یا واگرایی سری به روش آزمون کشی نمی‌توان نظر داد.